# Lingura, Cantemir
Lingura este satul de reședință al comunei cu același nume  din raionul Cantemir, Republica Moldova.

## Demografie

### Structura etnică
Structura etnică a satului Lingura conform recensământului populației din 2004:
| Grup etnic                                               | Populație | % Procentaj  |
| -------------------------------------------------------- | --------- | ------------ |
| Băștinași declarați Moldoveni Băștinași declarați Români | 1273 7    | 99,14% 0,55% |
| Bulgari                                                  | 2         | 0,16%        |
| Ucraineni                                                | 1         | 0,08%        |
| Ruși                                                     | 1         | 0,08%        |
| Total                                                    | 1284      |              |